# 国立病院機構宮崎病院
国立病院機構宮崎病院（こくりつびょういんきこう みやざきびょういん）は、宮崎県児湯郡川南町にある独立行政法人国立病院機構が運営する病院。国立療養所宮崎病院を前身としており、2004年（平成16年）の国立病院・療養所の独立行政法人化に伴い、現在の名称となった。また、同院は一般医療に加えて重症心身障がい児（者）への療育医療を行っている。

## 沿革
- 1939年（昭和14年）3月25日 - 国立療養所宮崎病院として設立。
- 1943年（昭和18年）4月1日 - 日本医療団に移管。
- 1947年（昭和22年）4月1日 - 厚生省に移管。国立療養所宮崎病院となる。
- 1949年（昭和24年）6月6日 - 昭和天皇が病院に行幸（昭和天皇の戦後巡幸）[1]。
- 2001年（平成13年）1月6日 - 厚生労働省に移管。
- 2004年（平成16年）4月1日 - 国立病院・療養所の独立行政法人化により、国立病院機構が設立。これに伴い、現名称に改称。

## 診療科

### 総合医療センター
- 内科
- 呼吸器内科
- 脳神経内科
- 循環器内科
- 消化器内科
- 糖尿病・代謝内科
- 放射線科

### 救急医療センター
- 小児科
- 整形外科
- 呼吸循環器・糖尿病内科

### 骨・関節センター
- 整形外科
- リハビリテーション科

### 小児・重症心身障がい児（者）センター
- 小児科
- 神経小児科

## 医療機関の指定等

### 施設機能
- 第二次救急医療施設
- 重症心身障がい児（者）通所施設
- 臨床研修医施設病院
- 開放型病院

### 施設認定
- 日本整形外科学会専門医制度研修施設

## 交通アクセス
- JR九州 : JR川南駅又は高鍋駅で下車→タクシー
- 宮崎交通
  - 宮崎方面 : JR宮崎駅→高鍋バスセンター→宮崎病院前→徒歩
  - 日向方面 : 高鍋バスセンター行き普通バス→宮崎病院前→徒歩